# Левон Гегамян
Левон Гегамян (вірм. Լևոն Գէղամյան; нар. 25 липня 1977, село Ахурян, марз Ширак, Вірменська РСР) — вірменський борець греко-римського стилю, срібний призер чемпіонату Європи, учасник трьох Олімпійських ігор.

## Біографія
Боротьбою займається з 1985 року. У 1993 році став чемпіоном світу серед кадетів, у 1994 — чемпіоном світу серед юніорів, у 1997 — чемпіоном Європи серед юніорів.
Виступав за спортивне товариство «Динамо», Гюмрі. Тренери — Ахот Назарян, Арам Гаспарян.
У 2016 році став чемпіоном світу з греко-римської боротьби серед ветеранів (серед борців 35-40 років) у ваговій категорії 85 кг.

## Спортивні результати на міжнародних змаганнях

### Виступи на Олімпіадах
| Змагання                    | Збірна   | Вагова категорія                 | Місце |
| --------------------------- | -------- | -------------------------------- | ----- |
| Літні Олімпійські ігри 1996 | Вірменія | греко-римська боротьба, до 82 кг | 7     |
| Літні Олімпійські ігри 2000 | Вірменія | греко-римська боротьба, до 76 кг | 18    |
| Літні Олімпійські ігри 2004 | Вірменія | греко-римська боротьба, до 84 кг | 8     |

### Виступи на Чемпіонатах світу
| Змагання                        | Збірна   | Вагова категорія                 | Місце |
| ------------------------------- | -------- | -------------------------------- | ----- |
| Чемпіонат світу з боротьби 1995 | Вірменія | греко-римська боротьба, до 82 кг | 9     |
| Чемпіонат світу з боротьби 1997 | Вірменія | греко-римська боротьба, до 85 кг | 24    |
| Чемпіонат світу з боротьби 1998 | Вірменія | греко-римська боротьба, до 76 кг | 5     |
| Чемпіонат світу з боротьби 1999 | Вірменія | греко-римська боротьба, до 76 кг | 8     |
| Чемпіонат світу з боротьби 2002 | Вірменія | греко-римська боротьба, до 84 кг | 4     |
| Чемпіонат світу з боротьби 2003 | Вірменія | греко-римська боротьба, до 84 кг | 32    |

### Виступи на Чемпіонатах Європи
| Змагання                         | Збірна   | Вагова категорія                 | Місце  |
| -------------------------------- | -------- | -------------------------------- | ------ |
| Чемпіонат Європи з боротьби 1996 | Вірменія | греко-римська боротьба, до 82 кг | 10     |
| Чемпіонат Європи з боротьби 1997 | Вірменія | греко-римська боротьба, до 85 кг | 13     |
| Чемпіонат Європи з боротьби 1998 | Вірменія | греко-римська боротьба, до 85 кг | 7      |
| Чемпіонат Європи з боротьби 1999 | Вірменія | греко-римська боротьба, до 76 кг | 5      |
| Чемпіонат Європи з боротьби 2000 | Вірменія | греко-римська боротьба, до 76 кг | 8      |
| Чемпіонат Європи з боротьби 2002 | Вірменія | греко-римська боротьба, до 84 кг | 7      |
| Чемпіонат Європи з боротьби 2003 | Вірменія | греко-римська боротьба, до 84 кг | Срібло |

### Виступи на інших змаганнях
| Змагання                                                        | Збірна   | Вагова категорія                 | Місце  |
| --------------------------------------------------------------- | -------- | -------------------------------- | ------ |
| Тестовий турнір FILA 1998                                       | Вірменія | греко-римська боротьба, до 85 кг | 4      |
| Олімпійський кваліфікаційний турнір з боротьби 2004 (Новий Сад) | Вірменія | греко-римська боротьба, до 84 кг | 26     |
| Олімпійський кваліфікаційний турнір з боротьби 2004 (Ташкент)   | Вірменія | греко-римська боротьба, до 84 кг | Срібло |

### Виступи на змаганнях молодших вікових груп
| Змагання                                       | Збірна   | Вагова категорія                 | Місце  |
| ---------------------------------------------- | -------- | -------------------------------- | ------ |
| Чемпіонат світу з боротьби серед кадетів 1993  | Вірменія | греко-римська боротьба, до 70 кг | Золото |
| Чемпіонат Європи з боротьби серед юніорів 1993 | Вірменія | греко-римська боротьба, до 68 кг | 4      |
| Чемпіонат світу з боротьби серед юніорів 1994  | Вірменія | греко-римська боротьба, до 81 кг | Золото |
| Чемпіонат світу з боротьби серед молоді 1995   | Вірменія | греко-римська боротьба, до 82 кг | 7      |
| Чемпіонат Європи з боротьби серед юніорів 1997 | Вірменія | греко-римська боротьба, до 83 кг | Золото |
| Чемпіонат світу з боротьби серед юніорів 1997  | Вірменія | греко-римська боротьба, до 83 кг | Срібло |